# Акбулатово (Татарстан)
Акбула́тово (тат. Акбулат) — село в Чистопольском районе  Республики Татарстан Российской Федерации. Входит в состав Чувашско-Елтанского сельского поселения.

## География
Село находится в Западном Закамье на реке Багана, в 29 километрах к югу от районного центра города Чистополь. Высота над уровнем моря — 129 м.

## История
Село известно с 1724 года. 
До 1860-х годов жители относились к категории государственных крестьян. Занимались земледелием, разведением скота. 
В «Списке населенных мест по сведениям 1859 года», изданном в 1866 году, населённый пункт упомянут как казённая деревня Акбулатова (Ишбулаткина) 2-го стана Чистопольского уезда Казанской губернии. Располагалась при речке Богане, на торговой дороге из Чистополя в Самару, в 30 верстах от уездного города Чистополя и в 25 верстах от становой квартиры в казённом пригороде Билярске (Буляре). В деревне в 90 дворах жили 525 человек (248 мужчин и 277 женщин). Была мечеть.
В начале XX века здесь функционировали 2 мечети, 2 мельницы, крупообдирка, 7 мелочных лавок. В этот период земельный надел сельской общины составлял 975 десятин. 
До 1920 года село входило в Муслюмкинскую волость Чистопольского уезда Казанской губернии. С 1920 года в составе Чистопольского кантона ТАССР. С 10 августа 1930 года в Чистопольском, с 10 февраля 1935 года в Кзыл-Армейском, с 23 мая 1958 года в Чистопольском районах.

## Население
| 1859 | 1897 | 1908 | 1926 | 1938 | 1949 | 1958 |
| ---- | ---- | ---- | ---- | ---- | ---- | ---- |
| 525  | ↗918 | ↗990 | ↘809 | ↗835 | ↘556 | ↘463 |
| 1970 | 1979 | 1989 | 2000 | 2002 |      |      |
| ↗562 | ↘442 | ↘286 | ↘257 | ↘256 |      |      |

Национальный состав
По данным переписей населения, в селе проживают татары. По переписи 2002 года их доля составляла 100%.

## Экономика
Мясо-молочное скотоводство. В селе действует предприятие ООО «Акбулат»

## Инфраструктура
Фельдшерско-акушерский пункт, клуб. В селе 4 улицы.

## Известные люди
Сафин Зефар Ядкарович — татарский певец, общественный деятель.